# Myrcia zanquinensis
Myrcia zanquinensis là một loài thực vật có hoa trong Họ Đào kim nương. Loài này được A.R.Molina mô tả khoa học đầu tiên năm 1953.